# Come parlare alle ragazze
Come parlare alle ragazze è un libro scritto da Alec Greven.
Alec ha iniziato a scrivere questo libro per un progetto letterario nella sua scuola elementare, è stato notato da un editore che lo ha fatto diventare un best seller. Ha scritto questo libro dopo aver osservato alcuni ragazzi parlare con delle ragazze.
Il libro fornisce validi suggerimenti per rompere il ghiaccio e iniziare a parlare con le ragazze.

## Edizioni
- Alec Greven, Come parlare alle ragazze, Giunti Editore, 2009,  p. 48, ISBN 978-88-09-74272-7.